# Martin Flämig
Martin Flämig est un chef de chœur allemand né le 19 août 1913 à Aue et mort à Dresde le 13 janvier 1998.

## Biographie
Martin Flämig naît le 19 août 1913 à Aue (Saxe),.
Il commence ses études musicales auprès d'Alfred Stier (en) puis étudie à la Hochschule für Musik de Leipzig avec Karl Straube et Johann Nepomuk David, avant de succéder à Franciscus Nagler (de) comme cantor à St. Matthäi de Leisnig.
En 1948, Flämig est nommé Landeskirchenmusikdirektor des églises évangéliques de Saxe. Il prend la direction de la Landeskirchenmusikschule de Dresde, qu'il occupe de 1949 à 1959, et enseigne à la Musikhochschule de Dresde, où il est nommé professeur en 1953.
Entre 1959 et 1971, Martin Flämig est établi en Suisse. Il enseigne au Conservatoire de Berne, dirige plusieurs chœurs et travaille à la radio, avant de retourner à Dresde afin de succéder à Rudolf Mauersberger à la tête du Dresdner Kreuzchor, formation renommée qu'il dirige entre 1971 et 1991 en tant que Kreuzkantor.
Comme interprète, il est le créateur de plusieurs œuvres, de Siegfried Köhler (Symphonie no 5 « Pro pace », 1984), Rainer Kunad (en) (Salomonische Stimmen, 1984) et Paul Kurzbach (en) (Serenade für Kammerchor a cappella, 1982), notamment.
Martin Flämig meurt le 13 janvier 1998 à Dresde,.